# Polacanthoderes martinezi
Genre
Espèce
Polacanthoderes martinezi est une espèce de Kinorhynches, la seule du genre Polacanthoderes.

## Distribution
Cette espèce est connue de l'océan Atlantique Sud au nord des Shetland du Sud à 2 290 m de profondeur.

## Référence
- Sørensen, 2008 : A new kinorhynch genus from the Antarctic deep sea and a new species of Cephalorhyncha from Hawaii (Kinorhyncha: Cyclorhagida: Echinoderidae). Org. Divers. Evol. vol. 8, n. 3, p. 230.